# Eleccions al Parlament Europeu de 2019 (Irlanda)
 Les Eleccions al Parlament Europeu es van celebrar el divendres 24 de maig de 2019, el mateix dia que les eleccions locals i un referèndum que va alleujar les restriccions al divorci. L'elecció es va dur a terme en tres circumscripcions sota el vot únic transferible (STV). Tretze eurodiputats van ser elegits, però l'últim candidat elegit tant a Dublín com al Sud no va ocupar els seus escons fins després del Brexit el 31 de gener de 2020.

## Resultats
| Partit                | Partit                           | Vots      | %     | Escons | +/- | Grup        |
| --------------------- | -------------------------------- | --------- | ----- | ------ | --- | ----------- |
|                       | Fine Gael                        | 496.459   | 29,60 | 4 / 13 | 1   | PPE         |
|                       | Fianna Fáil                      | 277.705   | 16,60 | 1 / 13 | =   | ALDE        |
|                       | Sinn Féin                        | 196.001   | 11,70 | 1 / 13 | 2   | GUE/NGL     |
|                       | Partit Verd                      | 190.755   | 11,40 | 2 / 13 | 2   | Verds / ALE |
|                       | Independents 4 Change            | 124.085   | 7,40  | 2 / 13 | 2   | GUE/NGL     |
|                       | Partit Laborista                 | 52.753    | 3,10  | 0      | =   |             |
|                       | Solidaritat-People Before Profit | 38.771    | 2,30  | 0      | =   |             |
|                       | Socialdemòcrates                 | 20.331    | 1,20  | 0      | =   |             |
|                       | Altres                           | 17.056    | 1,00  | 0      | =   |             |
|                       | Independents                     | 264.087   | 15,70 | 1      | 2   | GUE/NGL     |
|                       |                                  |           |       |        |     |             |
| Vots vàlids           | Vots vàlids                      | 1.678.003 | 95,78 |        |     |             |
| Vots blancs i nuls    | Vots blancs i nuls               | 73.870    | 4,22  |        |     |             |
| Total                 | Total                            | 1.751.873 | 100   | 11     | =   | -           |
| Abstencions           | Abstencions                      | 1.774.150 | 50,32 |        |     |             |
| Inscrits/Participació | Inscrits/Participació            | 3.526.023 | 49,68 |        |     |             |